# وولف فيرنر
وولف فيرنر (بالألمانية: Wolf Werner)‏ (و. 1942 – 2018 م) هو لاعب كرة قدم ألماني، ولد في كاليش، توفي في كيل، عن عمر يناهز 76 عاماً.

## روابط خارجية
- وولف فيرنر على موقع قاعدة بيانات كرة القدم.إي يو (الإنجليزية)
- وولف فيرنر على موقع بيانات كرة القدم. دي إي (الألمانية)
- وولف فيرنر على موقع عالم كرة القدم.نت (الإنجليزية)